# Xã Brush Creek, Quận Douglas, Missouri
Xã Brush Creek (tiếng Anh: Brush Creek Township) là một xã thuộc quận Douglas, tiểu bang Missouri, Hoa Kỳ. Năm 2010, dân số của xã này là 397 người.